# Аладаглар
Аладаглар — найвищий хребет Центрального Тавру на півдні Туреччини. Чотири з його вершин перевищують 3700 і багато вершин — 3500 м. До числа найвищих вершин відносяться Кизилкая (3767), Демірказик (3756), Калди (3736), Емлєр (3723) та Кизил'яр (3654).
Середземноморський клімат приморських схилів Тавру характеризується спекотним безхмарним літом і дощовою зимою. Сума річних опадів змінюється от 800-1300 мм на зовнішніх схилах до 500-900 на внутрішніх, що дивляться вглиб Туреччини.
Високогірна частина масиву Аладаглар зазнавала зледеніння під час Четвертинного періоду. Рельєф масиву відноситься до Піренейського типу. Льодовикова ерозія є домінуючим фактором у розвитку морфології рельєфу Аладаглару і спричинила утворення численних льодовикових долин, цирків, зубчастих хребтів та піків.
Аладаглар є популярним об'єкт туризму (трекінгу) і альпінізму.
В 1995 році 55 тис. гектарів центральної частини масиву було оголошено Національним парком Аладаглар.

## Галерея

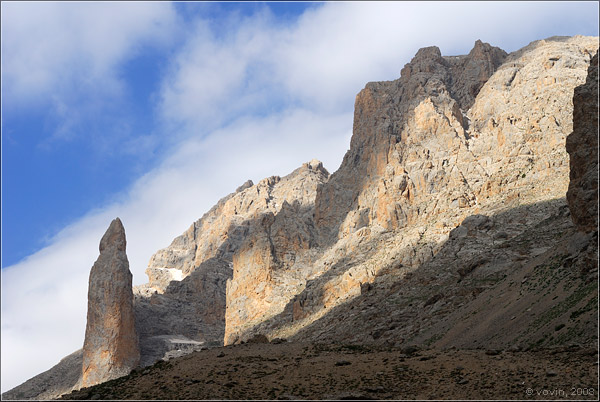
Скеля Пармак-Кая в долині Акшам Пинарі
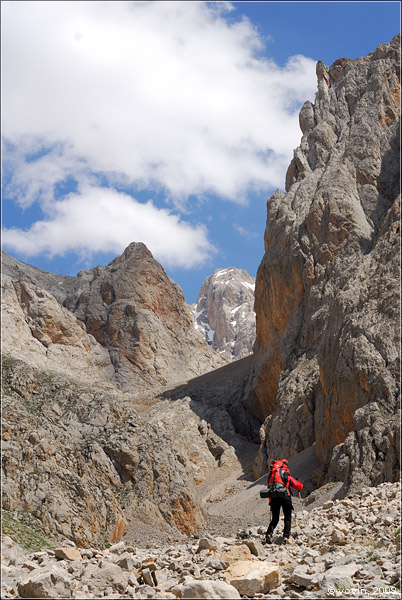
Вхід в долину Караялак
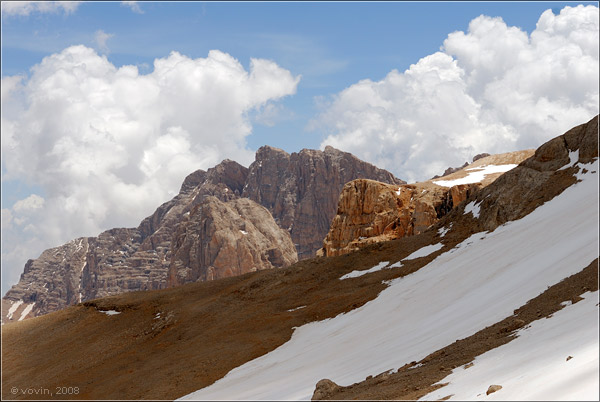
На перевалі Челікбудуран
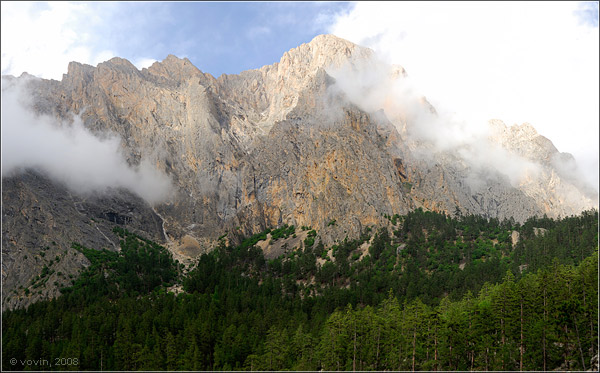
Долина Хаджер